# James Wilson (postać fikcyjna)
James Evan Wilson – postać fikcyjna, bohater dramatu medycznego stacji FOX Dr House, grany przez Roberta Seana Leonarda.

## Historia
O młodości Wilsona wiadomo niewiele. Wychował się w rodzinie żydowskiej, lecz nic nie wiadomo o jego rodzicach. Ma dwóch braci: jednego z nich nie widział od lat i nie wie nawet czy żyje (nie wiadomo jak ma na imię); natomiast drugi brat to Daniel Wilson, który w młodości zachorował na schizofrenię. Danny, w czasie studiów na Uniwersytecie Princeton, nadal cierpiał na łagodną paranoję, co doprowadziło do kłótni z Jamesem. Nie mieli kontaktu ze sobą przez wiele lat, lecz James odwiedził brata w New York Mercy Hospital, gdzie ten odbywa leczenie.
Wilson jest onkologiem w Princeton-Plainsboro Teaching Hospital, posiada stopień licencjacki z McGill University oraz wyższe stopnie z Columbii i Uniwersytetu Pensylwanii.
Będąc studentem, Wilson wystąpił w filmie pornograficznym, co w czternastym odcinku szóstego sezonu odkrywa House.
W osiemnastym odcinku ósmego sezonu okazuje się, że Wilson ma grasiczaka w drugim stadium. Niedługo potem choroba okazuje się nieuleczalna. W ostatnim odcinku serialu wyrusza wraz z Housem (który przedtem pozoruje własną śmierć) w podróż w nieznane, aby spędzić z przyjacielem ostatnie miesiące życia.

## Charakterystyka
Znany jako jedyny przyjaciel House’a, którego poznał podczas zjazdu medycznego w Nowym Orleanie. Broni House’a, gdy Edward Vogler występuje z wnioskiem do zarządu szpitala, aby go zwolnić. W odpowiedzi Vogler zwalnia Wilsona, który jednak szybko zostaje przywrócony do pracy dzięki Lisie Cuddy. Wilson próbuje wyleczyć House’a z uzależnienia od Vicodinu. Po przegranym zakładzie House przyznaje, że jest uzależniony, jednak twierdzi, że nie ma to wpływu na jego pracę. Kiedy Michael Tritter grozi House'owi więzieniem z powodu jego uzależnienia, Wilson próbuje nakłonić przyjaciela do uczęszczania na odwyk. 
Na przełomie sezonów piątego i szóstego pomagał House'owi w terapii odwykowej i załatwił mu miejsce w szpitalu psychiatrycznym w Mayfield. W sezonie 6. oddał część swojej wątroby, pacjentowi – przyjacielowi, którego leczył na raka 5 lat wcześniej (jego wątroba została uszkodzona podczas chemioterapii). Wówczas oddał mu również część swojej krwi.
W siódmym sezonie, przez pewien czas spotykał się ponownie ze swoją pierwszą żoną – Sam, jednak zakończyło się to rozstaniem. Kiedy dowiedział się o związku House’a i Cuddy z początku był nastawiony sceptycznie, jednak potem kibicował ich relacji.

## Życie prywatne
Jest znany z bogatego życia uczuciowego, umawiania się na randki z pracownicami szpitala, a nawet zbytniego przywiązywania się emocjonalnie do swoich śmiertelnie chorych pacjentek – zamieszkał i sypiał z jedną z nich.
Ma za sobą trzy nieudane małżeństwa oraz problemy z utrzymaniem wierności byłym żonom. Jego pierwszą żoną była Samantha Carr – byli małżeństwem (według różnych źródeł) od 1990 do 1991 roku. Na pewno oboje nie znali wtedy House’a. Sam jest radiologiem, lecz nie wiadomo gdzie pracuje. Drugą żoną Wilsona była Bonnie, z którą poznał się na krótko po rozstaniu z Sam. Nie wiadomo dokładnie jak długo byli małżeństwem, lecz rozstali się krótko przed pierwszym sezonem (powodem była zdrada Jamesa). Mieli psa Hectora. Trzecią żoną Wilsona została Julie, lecz nie wiadomo o niej nic poza tym, że powodem rozwodu była jej zdrada.
Jego ostatni, również nieszczęśliwy związek z Amber Volakis miał miejsce w 4. sezonie i został brutalnie przerwany śmiercią ukochanej. Spowodowało to chwilowe oziębienie stosunków z Housem, którego prawdopodobnie obwiniał o stratę swojej miłości. Chciał nawet zrezygnować z pracy, ale po pogodzeniu się z Housem, ich przyjaźń stała się mocniejsza niż wcześniej.
Wilson jest żydem.